# NGC 1298
NGC 1298 ist eine elliptische Galaxie vom Hubble-Typ E3 im Sternbild Eridanus am Südsternhimmel. Sie ist schätzungsweise 287 Millionen Lichtjahre von der Milchstraße entfernt und hat einen Durchmesser von etwa 95.000 Lichtjahren.
Im selben Himmelsareal befinden sich u. a. die Galaxien NGC 1287, NGC 1289, NGC 1305, IC 314.
Das Objekt wurde am 4. Januar 1864 von Heinrich d’Arrest entdeckt.